# Egenocladiscus fragilis
Egenocladiscus fragilis is een keversoort uit de familie mierkevers (Cleridae). De wetenschappelijke naam van de soort is voor het eerst geldig gepubliceerd in 1949 door Johannes Bastiaan Corporaal & P. van der Wiel.